# Portada/article abril 15

## Leonardo da Vinci
Leonardo da Vinci (Vinci, 15 d'abril de 1452 - Amboise, 2 de maig de 1519) fou un artista florentí i un home d'un esperit universal, a la vegada, científic, enginyer, inventor, anatomista, pintor, escultor, arquitecte, urbanista, naturalista, músic, poeta, filòsof i escriptor.
Leonardo de Vinci sovint ha estat descrit com l'arquetip i el símbol de l'home del Renaixement, un geni universal, un filòsof humanista amb una curiositat il·limitada, i una gran força creativa. Ha estat considerat com un dels pintors més destacats de tots els temps i potser la persona més polifacètica i talentosa en un nombre més gran d'àmbits diferents. Dues de les seves obres, La Gioconda i El Sant Sopar, són pintures molt cèlebres, sovint copiades i parodiades, i el seu dibuix de l'Home de Vitruvi ha estat igualment reproduït en nombrosos treballs. Només han sobreviscut fins a l'actualitat una quinzena d'obres.